# Leveson Inquiry
Leveson Inquiry bezeichnet die Untersuchung, die im Frühjahr 2012 im Zusammenhang mit dem News-International-Skandal stattfand, in dessen Zentrum Telefonabhör-Aktivitäten durch die Verlagshäuser von Rupert Murdoch standen.
Vorsitzender der Untersuchungskommission war Sir Brian Leveson, Lord Justice of Appeal. Auch der britische Premierminister David Cameron wurde zusammen mit Rupert Murdoch sowie seinem Sohn in London verhört. Alle Befragungen wurden live über verschiedene Nachrichten-Sender wie BBC News, CNN und Sky News übertragen.